# Präludium und Fuge f-Moll BWV 857 (Das Wohltemperierte Klavier, I. Teil)

Präludium und Fuge f-Moll, BWV 857, bilden ein Werkpaar im 1. Teil des Wohltemperierten Klaviers, einer Sammlung von Präludien und Fugen für Tasteninstrumente von Johann Sebastian Bach.

## Präludium
Dies ist ein Stück in gebundenem Orgelstil und von ernstem Charakter. Das Motiv mit dem aufsteigenden gebrochenen Akkord wird in der zweiten Hälfte von Takt 2 im Bass aufgenommen und in der Folge mehrfach wiederholt. Trotz der vierstimmigen Notation resultiert an vielen Stellen ein dreistimmiges Klangbild. Eine kürzere Urform ist durch eine Abschrift von Johann Nikolaus Forkel bekannt, in der auf Takt 15 ein Abschluss in zwei Takten erfolgte. In dieser Fassung lag der Halbschluss auf As-Dur in Takt 9 genau in der Mitte. Die jetzige Version, schon im Klavierbüchlein für Wilhelm Friedemann Bach überliefert, erweitert das musikalische Geschehen mit einem fünftaktigen Orgelpunkt auf der Dominante ab Takt 17, zur Vorbereitung des Schlusses. Das Stück enthält nun 22 Takte, wobei die Mitte in Takt 11 mit dem zweimaligen c3 als Höhepunkt gekennzeichnet ist – ein Hinweis darauf, wie sehr Bach immer wieder auf architektonische Ausgestaltung bedacht ist.

## Fuge
Das Thema enthält zahlreiche Halbtonschritte, in dieser Hinsicht wird es nur durch die letzte Fuge des ersten Bandes übertroffen. Der Comes mit der kleinen Terz zu Beginn tritt nur einmal in Takt 4 auf, alle nachfolgenden acht Themeneinsätze erfolgen wieder in der ursprünglichen Gestalt. Die vierstimmige Fuge enthält je nach Auffassung zwei bzw. drei obligate Kontrapunkte, die mit verschiedenartigen Sechzehntelbewegungen einen Gegensatz zum gemessenen Viertelrhythmus des Themas herstellen. Harmonisch gesehen ergeben das Thema und die Kontrasubjekte einen Satz von ungewöhnlicher Härte und Dissonanz. Demgegenüber stehen nun aber besänftigende, rein diatonische Zwischenspiele, die zum chromatischen Thema in bewussten Gegensatz treten – schon der vierte Themeneinsatz im Sopran erfolgt erst nach einem dreitaktigen Zwischenspiel. Die eigentümliche Form dieser Fuge wird am besten erfasst, wenn man auf den Begriff der geschlossenen Durchführung ganz verzichtet und sich auf den Wechsel des chromatischen Themas und der diatonischen Zwischenspiele beschränkt. Die Sechzehntel-Verdichtung ab Takt 53 dient der Schlussgestaltung, zu der auch das hier erstmals erklingende Seufzermotiv im Alt gehört.